# Jasnost (predikát)

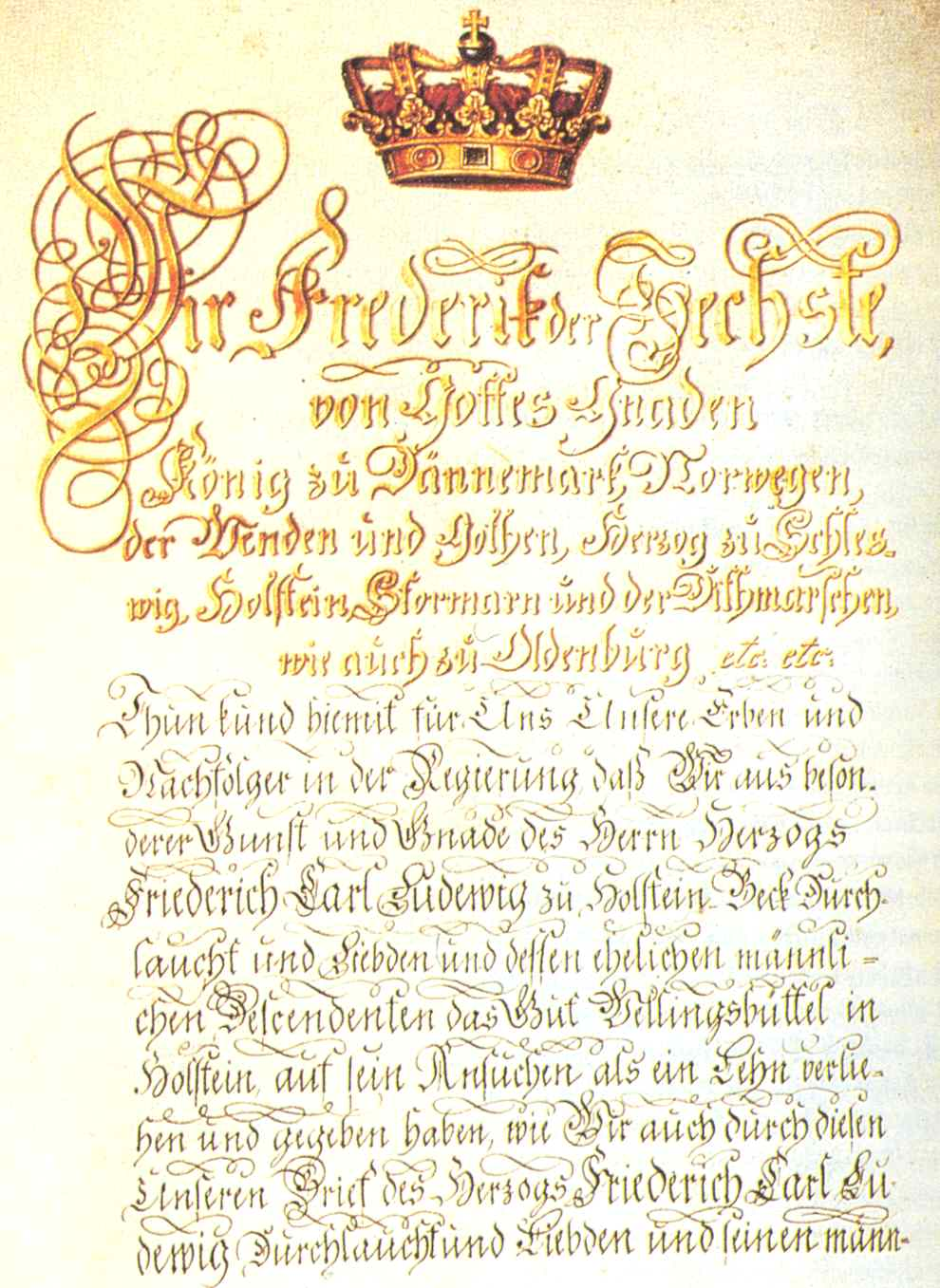
Lenní list, vystavený roku 1810 dánským králem Frederikem VI. vydaný pro vévodu Fridricha Karla Šlesvicko-Holštýnsko-Beckského, obléňující vévodu statkem Wellingsbüttel (v dnešním Hamburku), zmiňuje, že vévodovi náleží predikáty Jasnost (Durchlaucht) a Milost (Liebden).

Jasnost, či nejjasnější výsost, zkráceně J.J., německy Durchlaucht (zkr. S.D.), anglicky Serene Highness (zkr. H.S.H.), francouzsky Altesse sérénissime (zkr. S.A.S.), latinsky Serenitas, italsky Altezza serenissima (zkr. S.A.S.), rusky Светлость je oslovení (predikát) používaný pro vysokou šlechtu, obvykle v knížecí hodnosti. Je znám od středověku do současnosti (prvních dekád 21. století).

## Původ titulu
Toto oslovení bylo známé již v antickém Římě, kde v období dominátu bylo jedním z titulů císaře Serenitas Tua. Ve středověku užívali tento titul mnozí králové v západní Evropě (císaři byl vyhrazen titul Excelence, něm. Exzellenz, roku 1519 polepšený na Veličenstvo, něm. Majestät). Karel IV. ve své Zlaté bule z roku 1356 vymezil přednostní postavení kurfiřtů mezi říšskými knížaty a roku 1375 udělil právo na oslovení „Jasnost“ pro světské kurfiřty jako nejmocnější z říšských knížat, a dále pro ty z duchovních kurfiřtů, kteří měli knížecí původ. Západoevropští králové pak v pozdním středověku přešli na titul Výsost (lat. Celsitudo) zatímco králové východoevropští začali naopak zhruba v této době užívat oslovení Jasnost, zatímco predikát Výsost přijali až během 16. století. Zfalšované, ale Fridrichem III. potvrzené Privilegium maius, zabezpečilo roku 1453 predikát Jasnost (Serenitas nebo Serenissimus) rodině Habsburků, a to nejen panujícímu arcivévodovi, ale i členům jeho rodu a hlavám i členům vedlejších rodových linií ve Štýrském vévodství a Tyrolském okněžněném hrabství.

## Titul v raném novověku
V roce 1664 udělil císař Leopold I. právo na oslovení „Vaše Jasnosti“ württemberskému vévodovi. Téhož roku jej získal bádenský markrabě z katolické linie Baden-Baden. Do konce století získaly tento predikát hlavy téměř všech tzv. staroknížecích rodů v říši, a dále i některé rody novoknížecí (Salm 1697, Marlborough 1706), mimo říši vládnoucí kuronští vévodové z rodu Kettlerů (1696) či nevládnoucí (ani v říši ani mimo ni) bratr papeže Inocence XI., kníže Livio Odescalchi, a to z titulu uherského vévody ze Syrmia (latinsky v 1. p. Syrmium), uděleného v roce 1697. Paušálně bylo oslovení „Jasnost“ potvrzeno všem vládnoucím staroknížatům i jejich rodům na sněmu v roce 1712 císařem Karlem VI. Kurfiřti se však obávali ztráty svého výsadního postavení a roku 1742 si vymohli na císaři Karlu VII., že jim bude napříště příslušet oslovení Durchlauchtigst čili „Nejjasnější“, zatímco (stará) knížata budou pouze Durchlauchtig, tedy „Jasní“. Na říšském sněmu v roce 1746 byl predikát Durchlauchtigst přiznán i staroknížecím rodům, zatímco novoknížecí rody, resp. jejich hlavy, se musely spokojit s predikátem Durchlauchtig-Hochgeborener („Jasně-vysokorodý“), eventuálně Durchlaucht či v dobovém tvaru Durchleuchtigkeit. Roku 1737 přiznal císař Karel VI. predikát „Jasnost“ vládnoucím vévodům kuronským z rodu Bironů. V roce 1750 byl císařem Františkem I. oficiálně přiznán titul "Jasně-vysokorodý" (Durchlauchtig-Hochgeboren) nizozemským místodržícím. Králům a císaři pak v již 17. století připadlo oslovení „Nade vše nejjasnější“, Allerdurchlauchtigster, používané však jen v dopisech a v úvodním oslovení, tzv. intitulaci.
Již v 16. století se predikát „Serenissimus“ (mužský tvar) resp. „Serenissima“ (ženský tvar) objevuje v italské části Svaté říše římské. Roku 1593 potvrdil císař Rudolf II. republikám Benátky a Janov tituly „Republica serenissima“ a jejím dóžatům titul Serenissimus. Zhruba v letech 1590–1630 přijali italští panující vévodové, dosud se titulující jen „Excelence“, oslovení Jasnost neboli Altezza serenissima (doslova „Výsost nejjasnější“ či volněji „Výsostná Jasnost“) v rozhovoru ovšem zkracované na Altezza (doslova Výsost). Koncem 17. století začala toto oslovení užívat i některá italská panující knížata. V Itálii jej stále používá několik rodin pocházejících z rodů vládnoucích knížat (např. kníže ze Soragni z rodu markýzů Meli-Lupi) i knížecích rodin nevládnoucího původu (kníže z Villafrancy z rodu Alliati), které si toto oslovení z dob 17. či 18. století nárokují.
Mimo Svatou říši římskou se podobné predikáty používaly ve Francii od dob vlády Ludvíka XIV. Zde se stalo oslovení „Altesse sérénissime“, převzaté z italštiny, roku 1650 výsadním predikátem pro tzv. prince královské krve. Tento titul však nebyl pro svou zdlouhavost příliš užíván a pokud ano, tak se verbálně zkracoval na „Altesse“ a celý se psal jen do dopisů. Děti a vnuci francouzského krále byli od časů Ludvíka XIV. "královskými Výsostmi" (Altesse royale), ovšem pro dauphina byl až do Francouzské revoluce vyhrazeno formální (dopisní) oslovení "Vaše nejjasnější královská Výsosti" (Vôtre Sérénissime Altesse royale). V roce 1752 udělil Ludvík XV. predikát Jasnost mimořádně hlavám dvou rodů patřícím k tzv. zahraničním knížatům, Princes étrangeres, kteří byli dosud oslovováni nanejvýš Vôtre Altesse, „Vaše Výsosti“. Šlo o knížete Rohan-Soubise a pana de La Tour d'Auvergne, polosuverénního vévodu z Bouillonu. Oba dva však byli poslední svého rodu a udělení predikátu nepřečkalo Francouzskou revoluci. V roce 1824 pak král Karel X. potvrdil také princům královské krve predikát královská Výsost, čímž predikát Jasnost ve Francii prakticky zmizel ze scény.
Před rokem 1640, než se stali portugalskými králi, se jako „Jasnost“ (Sua Alteza sereníssima) titulovali i vévodové z Braganzy.
V roce 1799 byl poprvé a naposledy udělen tento predikát také ze strany švédské Koruny. Fridrich Vilém, kníže Hessenstein, nemanželský syn bývalého švédského krále Frederika I. z rodu lankrabat hesensko-kasselských, byl v roce 1741 povýšen saským říšským vikářem na titulárního říšského hraběte (potvrzeno císařem Karlem VII. v roce 1743) s predikátem von Hessenstein, roku 1742 byl dále povýšen svým otcem na stejnojmenného švédského hraběte a roku 1772 císařem Josefem II. na titulárního říšského knížete. V roce 1785 potvrdil švédský král Gustav III. z rodu vévodů holštýnsko-gottorpských tomuto šlechtici i švédský knížecí stav a králův syn a nástupce, Gustav IV. Adolf pak konečně v roce 1799 udělil tomuto švédsko-německému aristokratovi také privilegium titulovat se jako „Jasnost“.
Různé tvary slova "jasný" užívaly jako oficiální titul i některé panovnické dynastie, např. Habsburkové byli známi jako "Nejjasnější Arcidům Rakouský"
Také polská Republika obou národů (Rzeczpospolita) byla od 17. století nazývána "Nejjasnější republikou". Rovněž polští královští princové byli v 18. století v němčině titulováni jako "nejjasnější" (Durchlauchtigst).
Udělení či přiznání predikátu Jasnost ovšem znamenalo především jeho užití ze strany císaře a kurfiřtů, které císařský výnos zavazoval. Níže postavené osoby oslovovaly v dopisech i verbálně knížata jako "Jasnost" i v případě, že jim tento titul nebyl výslovně přiznán. Naopak některé výše postavené osoby, než byl konkrétní vyznamenaný kníže, se necítily udělením predikátu vázány, jak to dokazoval např. postoj staroknížecích rodin, které po roce 1746 stále odmítaly mladší knížata novoknížecího stavu uznat za knížata "jasná" a v dopisech jim přiznávaly nadále jen titul Vysokorodý (Hochgeboren). Složitý kuriální dopisní styl se koncem 18. století začal zjednodušovat a v průběhu 19. století již bylo obvyklé jen jedno oslovení pro každou společenskou vrstvu, příp. šlechtickou hodnost, bez ohledu na to, v jakém postavení vůči oslovovanému stála daná osoba nebo úřad.

## Titul v německých zemích v 19. století
Po zániku Svaté říše římské, 12. srpna 1806 přijaly titul automaticky všechny zbylé vládnoucí knížecí a vévodské rody nejen pro své hlavy, ale i pro všechny členy rodu. Mediatizované rody ale právo na toto oslovení fakticky ztratily, ačkoli bylo neoficiálně užíváno dál. Po Vídeňském kongresu, který první přiznal mediatizovaným rodům jistá přednostní práva v rámci šlechty a deklaroval jejich rovnost s panujícími rodinami, udělil spolkový sněm Německého spolku v srpnu 1825 mediatizovaným vévodům a knížatům, resp. hlavám jejich rodů právo na oslovení "Jasnosti". Nový spolkový sněm na podzim roku 1828 předefinoval pojem mediatizovaného rodu, rozšířil počet rodin s právem na tento predikát a vydal nový seznam v únoru 1829. Postupně získávaly z rozhodnutí panovníků tento predikát i ostatní knížecí rody. V Prusku získával každý nově povýšený kníže paušálně predikát Jasnost od roku 1861 (toho roku byl tento predikát udělen všem pruským knížatům, kteří ho dosud neměli), v Rakousko-Uhersku se k paušálnímu přiznání predikátu Jasnost císař odhodlal v roce 1905. Například Bavorsko však takový krok nikdy neučinilo a některá bavorská titulární knížata (Polignac, "von" Sayn-Wittgenstein), tento predikát nikdy nezískala.

### Přehled vládnoucích rodů a jejich blízkých příbuzných, kteří používali po roce 1815 predikát Jasnost
Data ukončení nošení titulu znamenají rok, kdy rody či jejich někteří členové přešli na predikát "Výsost", v případě vévodské větve bavorských Wittelsbachů potom na predikát "královská Výsost"
- vévodové sasko-gothaiští, sasko-coburští, sasko-meiningenští a sasko-altenburští (do roku 1844, pak již jen vedlejší větve rodů)
- vévodové nasavští (do roku 1844)
- vévodové brunšvičtí (do roku 1844)
- vévodové anhaltsko-desavští, anhaltsko-bernburští a anhaltsko-köthenští z dynastie Askánců (do roku 1844)
- nevládnoucí vévodové bavorští ("in Bayern", do roku 1845)[21]
- nevládnoucí vévodové württemberští (do roku 1825)[22][23]
- nevládnoucí větve lankrabat hesenských (do roku 1875, resp. 1882)[24]
- lankrabata hesensko-homburská
- knížata Hohenzollern-Hechingen a Hohenzollern-Sigmaringen (hlavy rodu jen do roku 1850)
- knížata Reussové ze starší i mladší linie (též Reuss-Greiz a Reuss-Schleiz)
- nevládnoucí knížata z Reussu-Köstritz (starší větev rodu, vyhasla roku 1856)
- nevládnoucí princové z Reussu-Köstritz (mladší větev, po povýšení do knížecího stavu s titulem prince i pro hlavu rodu roku 1851)
- knížata Schwarzburg-Rudolstadt a Schwarzburg-Sondershausen
- knížata Waldeck-Pyrmont
- knížata Lippe-Detmold (větve Lippe a Lippe-Biesterfeld) a Schaumburg-Lippe
- nevládnoucí princové Lippe-Weißenfeld (po povýšení do knížecího stavu s titulem princ i pro hlavu rodu v roce 1916)
- nevládnoucí vévodové šlesvicko-holštýnsko-sonderbursko-glücksburští (do roku 1863)
- nevládnoucí vévodové šlesvicko-holštýnsko-sonderbursko-augustenburští (hlava rodu jen do roku 1863)
- knížata z Lichtenštejnu

### Příklady titulárních knížat, která v19.a20. stol.obdržela oslovení Jasnost sdatem udělení
P – primogenitura, značka znamená, že v rodě je knížetem jen jeho hlava, ostatní jsou hrabata.
- Rohanové z Guémené – 1825 v Rakousku – český kníže od roku 1808
- Sulkovští z Bílska – 1905 v Rakousku – říšský kníže od roku 1752
- Sulkovští z Rydziny – 1859 v Prusku – říšský kníže od roku 1754
- Solmsové z Baruthu (P) – 1888 v Prusku – pruský kníže od roku 1888
- Putbus (P) – 1819 v Prusku – švédský kníže od roku 1807 – pruský kníže od roku 1817
- Thun-Hohenštejnové (P) – 1911 v Rakousku-Uhersku – rakouský kníže od roku 1911
- Schöneichové z Carolathu a Bytomi – 1861 v Prusku – pruský kníže od roku 1741, mladší členové rodu zůstávají princi s oslovením "knížecí Milost"
- Kinští (P) – 1905 v Rakousko-Uhersku – český kníže od roku 1746, říšský kníže od roku 1747
- Radziwiłłové – 1859 v Prusku, 1905 v Rakousku-Uhersku – říšský kníže od roku 1547
- Bismarckové ze Schönhausenu (P) – 1871 v Prusku – pruský kníže od roku 1871
- Wrede – dědičně pro hlavu rodu 1882 v Bavorsku – bavorský kníže od roku 1814, mladší členové rodu jsou knížaty s oslovením "knížecí Milost"

### Příklady potomků nemanželských,morganatickýcha politicky ne zcela vhodných spojení členů vládnoucích a mediatizovaných rodů s datem udělení predikátu Jasnost
- Knížata z Eichstättu (hlava tohoto rodu je vévodou z Leuchtenbergu s oslovením "královská Výsosti") – 1817 v Bavorsku – bavorský kníže (vévoda) od roku 1817, potomci Napoleonova adoptivního syna Eugena de Beauharnais
- Knížata Montenuovo – 1905 v Rakousku-Uhersku – rakouský kníže od roku 1864, nemanželští potomci francouzské excísařovny Marie Luisy a hraběte Neipperga
- Princové z Battenbergu – 1858 v Hesensku-Darmstadtsku – hesensko-darmstadtská knížata (s titulem princ i pro hlavu rodu) od roku 1858, morganatičtí potomci prince Alexandra Hesenského
- Knížata z Hanau – 1862 v Hesensku-Kasselsku – od roku 1853 hesensko-kasselský kníže, nemanželští a morganatičtí potomci posledního hesenského kurfiřta Bedřicha Viléma
- Knížata z Hohenbergu (hlava rodu je vévodou s oslovením "Výsosti") 1905 Jasnost, 1917 dědičně Výsost pro hlavu rodu (obojí v Rakousku-Uhersku), rakouská knížata od roku 1900, vévoda dědičně pro hlavu rodu od roku 1917; tituly uděleny v souvislosti se sňatkem následníka rakousko-uherského trůnu, arcivévody Františka Ferdinanda z habsbursko-lotrinské dynastie, a hraběnky Žofie Chotkové (později kněžny a vévodkyně z Hohenbergu)
- Knížata Weikersheim (P) – 1911 v Rakousku-Uhersku – rakouský kníže od roku 1911, morganatická větev mediatizovaných knížat Hohenlohe-Langeburg

## Predikát Jasnost mimo německy mluvící země v 19. a první polovině 20. století
Oslovení "Vaše Jasnosti" bylo spjaté především s německými zeměmi a jeho užití jinde bylo vždy nějak ovlivněno německou kulturou.

### Rusko
Od dob cara Petra Velikého byli ruští aristokraté povyšováni do hodnosti titulárního knížete. Petr Veliký také potvrdil knížecí titul těm rodům, které jej užívaly z titulu původu od bývalých vládnoucích dynastií (například od Rurikovců či některých tatarských chánů). Jen několik nejvýznamnějších ze všech ruských knížat různého původu (např. Bagration, Potěmkin, Dadiani, Voroncov, Jurjevskij, Lieven aj.) získalo právo na oslovení Svetlost (Светлость) podle vzoru knížat států Svaté říše římské. Podle carského ukazu z roku 1886 náležel carovým potomkům ve čtvrté a pozdější generaci titul "svetlij kňaz", tedy "Jasný princ", zatímco potomci v předchozích generacích se mohli titulovat Výsost a císařská Výsost. Ještě v roce 1935 udílel v pařížské emigraci rodinný předseda rodu Romanovců, velkokníže Kirill, svým příbuzným predikát "svetlij kňaz". Legitimita titulů a predikátů vydávaných sesazenými panovníky či dokonce jen jejich příbuznými v pozici hlavy rodu je ovšem mezinárodně sporná. Oslovení Svetlost (Светлость) je navíc jako "Jasnost", resp. "Durchlaucht" překládáno do češtiny či němčiny, ale vzácněji některé jazyky, především angličtina, tento překlad odmítají. Do angličtiny je predikát nejvýznamnějších ruských knížat překládán jako "His Serenity" a nikoli "His serene Highness", jak je překládáno oslovení knížat středoevropských.

### Balkán
Na Balkánském poloostrově užívala predikát Jasnost v 19. století některá vládnoucí knížata, např. panovníci Valašského, Moldavského, Rumunského, Bulharského a Černohorského knížectví

### Velká Británie
V 19. století žili v Británii některé německé rody vysoké aristokracie (Teck, Battenberg, Hohenlohe-Langenburg), kterým bylo v Británii královnou Viktorií přiznáno, nikoli však oficiálně potvrzeno, oslovení "serene Highness", jako potvrzení jejich německého predikátu Durchlaucht.Díky první světové válce a náhlé snaze distancovat se ode všeho, co by mohlo připomínat vazby na Ústřední mocnosti, došlo v roce 1917 k vydání tzv. Titles deprivation Act a řady dalších výnosů (letters patent), kterými byly tyto a řada dalších predikátů a titulů, jako "příliš německých" napříště zrušena.

### Nizozemí
V Nizozemském království byl po bitvě u Waterloo dědičně udělen v roce 1815 jeden z tzv. "titulů vítězství" a sice "kníže z Waterloo" (nizozemsky Prins van Waterloo) britskému maršálovi, Arthuru Wellesleymu, 1. vévodovi z Wellingtonu. S titulem byl spojen predikát Jasnost (Doorchluchtigheid), přičemž šlo o jediné nové udělení tohoto predikátu ze strany nizozemského krále v historii. Titul i s predikátem je formálně stále platný, ale protože vévodové z Wellingtonu dnes (2016) již v Nizozemsku nežijí, nemá to faktický dopad.

### Italské království
Ve sjednocené Itálii připadl po roce 1871 tento predikát vedlejším členům královské rodiny (vévodům z Aosty, Apulie a Janova a jejich rodinám), zatímco princové hlavní větve královské rodiny užívali predikátu "královská Výsost" (Altezza reale) . Monarchie ale odmítala potvrzovat tento predikát rodům, kterým byl udělen dříve, a to i včetně knížat Boncompagni-Ludovisi, do roku 1799 suverénním knížatům z Piombina, kterým predikát v roce 1815 na zkl. rozhodnutí Vídeňského kongresu udělil toskánský velkovévoda. Teprve počátkem 20. století se král Viktor Emanuel III. odhodlal potvrdit predikát "Altezza serenissima" také čtyřem italským aristokratickým rodům. V roce 1906 celému knížecímu rodu Erba-Odescalchi (o rok dřív získal rod titul v Rakousko-Uhersku), roku 1922 primogeniturně bývalým vládnoucím markýzům z Vescovada z knížecího rodu Gonzagů (jako bývalým říšským vládcům), roku 1930 hlavě rodu Orsini, vévodovi z Graviny a roku 1939 primogeniturně vévodovi z Castel-Duino z říšsko-rakouského rodu Thurn-Taxis. Mimo italské království užívá titul od roku 1861 monacká knížecí rodina, kdy jí byl udělen Napoleonem III. Rovněž přenesení titulu "kníže z Porcia" na příbuznou hraběcí větev rodu z roku 1980, znamenalo potvrzení predikátu "Jasnost", uděleného vymřelé knížecí větvi ve Vídni roku 1905. Přenesení rakouského predikátu se uskutečnilo z rukou velmistra Řádu maltézských rytířů a jeho legitimita je sporná.

### Maďarsko
Maďarsko mezi světovými válkami de iure nepřestalo být monarchií a všechny šlechtické tituly i predikáty z dob Rakouska-Uherska zůstávaly v platnosti. Predikát Jasnost (maďarsky Főméltósága) tak oficiálně nadále držely knížecí rody Esterházy, Windisch-Graetz, Pálffy, Batthyány, Lónyay a Festetič de Tolna. Predikát užíval také, jako hlava státu v pozici regenta, viceadmirál Miklós Horthy.

## Oficiální užití titulu v současnosti

### Šlechtický titul
Jedinou evropskou monarchií, kde je vladařem i nyní (2019) pro šlechtu garantován predikát "Jasnost" (fr. Altesse sérénissime, niz. Doorluchtige Hoogheid), je Belgie. Od vzniku království v roce 1830 ale tento predikát nikdy nebyl nově udělen, pouze bylo belgickou korunou několikrát potvrzeno jeho udělení dřívější. Šlo o případy následujících rodů:
- Arenbergové – mediatizovaný říšský vévodský rod francouzského původu, říšský knížecí titul získal v roce 1576, vévodský (z Aarschotu) roku 1612, říšský vévodský v roce 1644, belgické potvrzení predikátu roku 1953.
- Looz-Corswarem – nizozemský vévodský rod, v l. 1803–1806 držel říšské knížectví Rheina-Wolbeck, pak mediatizován
- Croÿ – nizozemský knížecí rod francouzsko-maďarského původu, v l 1803–1806 drželi říšské hrabství Dülmen, francouzští vévodové a paiři, mediatizováni. Predikát "Jasnost" v Belgii potvrzen jednotlivým větvím rodu v l. 1892, 1927,[36] 1933 a 1934.[37]
- Lobkowiczové – starý český rod, říšská knížata a okněžněná hrabata ze Sternsteinu, mediatizováni, belgický titul "Prince de Lobkowicz" s predikátem "Jasnost" uznán roku 1958.
- Windisch-Graetzové – rakouský mediatizovaný knížecí rod, nevládnoucí, tzv. Weriandova větev získala rakouský knížecí titul roku 1822, rakouský predikát Jasnost z roku 1825 pro hlavu rodu rozšířen roku 1902 na celý rod,[38] titul i s predikátem uznán v Belgii kněžně Stephanii, dceři "rudé arcivévodkyně" Alžběty Marie.
- Habsburg-Lothringen – belgický král Albert II. udělil v letech 1978 a 1983 belgický knížecí stav s predikátem "Altesse sérénissime" těm v Belgii usazeným Habsburkům, kteří se nepřiženili přímo do belgické královské rodiny, ale zvolili si nevěstu z příbuzné dynastie či z řad belgické šlechty (původní tituly arcivévoda a "císařská a královská Výsost" užívají Habsburkové neoficiálně)

### Panovnický titul
- Oficiální titul knížete Lichtenštejnska i jeho rodu
- Oficiální titul monacké knížecí rodiny
- Španělští infanté mají plný titul Jeho/Její královská Výsost, nejjasnější Infant/ka (španělsky Su Alteza reale, El serenísime Infante/Infanta)

## Užití titulu duchovními osobami
V minulosti platilo, že duchovní knížata, včetně duchovních kurfiřtů a okněžněných opatů a abatyší neužívala predikát Jasnost a byla titulována pouze "knížecí Milosti", příp. "kurfiřtská Milosti", latinsky potom "Celsissimus". Na druhou stranu duchovní kníže či jakýkoli duchovní hodnostář, ať už se k jeho úřadu vázal knížecí titul nebo ne, mohl být oslovován "Vaše Jasnosti", pokud sám byl knížecího původu a jeho rod predikát Jasnost užíval. Biskupové a jiná duchovní knížata staroknížecího původu byli oslovování "Nejdůstojněji-nejjasnější", Hochwürdigst-Durchlauchtigst, novoknížecího "Nejdůstojněji-jasný", Hochwürdigst-Durchlauchtig. Princové královských, po roce 1804 i císařských domů, měli formální titulaturu stejnou jako duchovní hodnostáři staroknížecího původu, ovšem navíc s úvodním oslovením "královská Výsosti" či "císařská Výsosti". Jen jednou v historii byl predikát Jasnost udělen přímo duchovnímu úřadu, a to dědičně (v rámci volené posloupnosti). V roce 1881 udělil císař František Josef I. česko-rakouskému velkopřevorovi Maltézských rytířů, Otheniovi, hraběti Lichnowskému z Werdenbergu, rakouský knížecí titul, roku 1905 polepšený o predikát Jasnost. Protože na rozdíl od titulu knížete-biskupa nebyl knížecí titul velkopřevora zrušen, je i s predikátem formálně nadále platný, navíc si ho po rozdělení velkopřevorství mohou nárokovat jak pražský, tak vídeňský kníže-velkopřevor.

## Oslovení Jasnost mimo Evropu
V mimoevropském světě se oslovení Jasnost, i při překladu do evropských jazyků, vyskytuje jen velmi zřídka. V 19. století tak byli občas titulováni prezidenti latinskoamerických zemí, kteří převzali toto oslovení ze Španělska, kde bylo vzácně užíváno (byl jím tu oceněn např. 1. ministr Manuel de Godoy jako "kníže míru") a využili tak toho, že španělština byla zároveň jazykem jejich země. K prezidentům užívajícím monarchistický titul Jasnost (šp. Alteza serenísima či jen Alteza serena) patřil od roku 1809 prezident Ekvádoru Juan Pío de Montúfar, 2. markýz ze Selva Alegre. V roce 1853 přijal tento titul také prezident Mexika, generál Antonio López de Santa Anna u příležitosti svého jedenáctého a posledního zvolení prezidentem státu. Titul užíval jen do svého sesazení o dva roky později. První mexický císař, Agustín I. de Iturbide, udílel tento predikát vedlejším členům své rodiny.
Ačkoli zejména v Britském impériu a v nezávislých státech pěstujících těsné svazky s Británií, platilo, že knížata z domorodých a koloniálních elit, tím spíše pak vedlejší členové neevropských královských rodin, užívali v angličtině oslovení Výsost, Highness, jsou známy i výjimky z tohoto obyčeje. V polynéském ostrovním království Tonga ti z vedlejších členů královské rodiny, kterým nebylo dovoleno titulovat se "královská Výsost", royal Highness, užívali oslovení Jasnost, serene Highness, namísto tradičnějšího Highness. V Království thajském bylo sice oslovení Výsost mezi vedlejšími členy královské rodiny užíváno, ovšem ještě vzdálenější příbuzní panovníka, kteří již formálně nepatřili do thajské královské rodiny, byli titulováni rovněž jen serene Highness.

## Varianty titulu
V němčině, pro predikát asi nejdůležitějším jazyce, se vyskytovaly celkem čtyři stupně predikátu, používané prakticky jen ve 3. osobě a při oslovení v úvodní formuli dopisů, tzv. intitulaci, pak již následoval jen výraz "Vaše Jasnosti". Stupně byly:
- Allerdurchlauchtigster – "Nade vše nejjasnější"
- Durchlauchtigster – "Nejjasnější"
- Durchlauchtiger – "Jasný"
- Durchlauchtig-Hochgeborener – "Jasně-vysokorodý"

Při rozdílech v titulatuře panovala neobyčejně přísná pravidla. Například označení "Allerdurchlauchtigster" náleželo od roku 1815 jen císařům, králům a velkovévodům (s následujícím oslovením (císařské) Veličenstvo či královská Výsosti). Oslovení Allerdurchlauchtigster však nebylo dovoleno použít vůči králi, byl-li přítomen císař a vůči velkovévodovi, byl-li přítomen císař nebo král. Vedle těchto čtyř oslovení se vzácně objevoval také predikát "Nejjasněji-vysokorodý", (Durchlauchtigst-Hochgeborener), hierarchicky zhruba na úrovni oslovení Durchlauchtiger. Výslovně byl udělen například císařem Josefem II. v roce 1784 pro knížata nasavsko-weilburská a v Hannoversku jej roku 1826 obdržel dokonce úřadující vévoda z mediatizovaného rodu Arenbergů, ovšem pouze v těch úředních dokumentech, které nebyly vydávány jménem krále. Po roce 1815, kdy predikát "Durchlauchtigst" stále více mizel ze scény (používal ho nadále například Orlík, vévoda zákupský nebo lichtenštejnský kníže) se vládnoucí rody oproti mediatizovaným začaly vymezovat jinak. Vládnoucí vévodové a jejich princové užívali do roku 1844 predikát "vévodská Jasnost" (herzogliche Durchlaucht), vládnoucí knížata a někdy i jejich princové užívají predikát "vysokoknížecí Jasnost" (hochfürstliche Durchlaucht), čímž se lišili od knížat mediatizovaných, jejichž predikát "Jasně-vysokorodý", přiznaný sněmem Německého spolku, se postupně měnil v pouhé oslovení "Vaše Jasnosti". V průběhu času se měnil i kalk, tedy právě tvar Jasnosti. Zatímco až do 18. století převažoval tvar Durchleuchtigkeit, od onoho století se vžila varianta Durchlaucht.

## Problémy překladu
V německých zemích, slovanských státech a ve Velké Británii platí predikát "Jasnost" za nižší než "Výsost", zatímco v románských státech je tomu naopak. Je to především z jazykových důvodů, kdy např. francouzské "Altesse sérénissime" je logický superlativ ke slovu Altesse. Proto bylo vcelku obvyklé překládat italské Altezza serenissima, predikát Jasnost suverénních italských vévodů jako Výsost, pokud byl překládán do němčiny či češtiny, čímž se zdůraznila nezávislost italských vévodů na císaři oproti říšským německým knížatům (oslovovaných "Jasnosti"). Rovněž francouzští princové královské krve bývali v říši oslovováni buď "Vaše Výsosti" nebo alespoň "Nejjasnější". Naproti tomu francouzská zahraniční knížata a nemanželští potomci krále s predikátem Altesse bývali v německých zemích oslovování jen "Jasnosti" a nikoli "Výsosti", zatímco vládnoucím říšským knížatům příslušelo ve Francii jen oslovení Altesse, nikoli Altesse sérénissime. Z téhož důvodu je někdy v historii i v současné době (2019) užíváno v němčině oslovení suverénních knížat monackých - Výsost (Hoheit) namísto Jasnost.
V češtině bývalo v 16.–18. století často zvykem překládat adjektivum durchlauchtig jako "osvícený" a kalk Durchlaucht/Durchleuchtigkeit jako "Osvícenost". Až v 19. století se prosadil tvar Jasnost, zatímco predikát Osvícenost se stal českým překladem německého titulu Erlaucht, který sněm Německého spolku v roce 1829 přiznal hlavám mediatizovaných hraběcích rodů.

## Parodické recepce
Predikát Jasnost je typickým symbolem aristokratických prerogativ a jako takový neunikl ani různým výsměšným výpadům antifeudálně orientovaných kruhů v rámci populární, ale i vysoké kultury. Anglický spisovatel William Makepeace Thackeray (1811–1863) jmenuje ve svém románu Jarmark marnosti vévodu titulovaného "His Transparency" (doslova Jeho Průsvitnost), čímž vtipnou ironií předkládá fakticky správný překlad predikátu Durchlaucht do angličtiny, který doslovnému významu odpovídá mnohem lépe, než oficiální anglický překlad His serene Highness nebo český překlad Jeho Jasnost.
V českém prostředí, tradičně spíše protimonarchisticky naladěném [zdroj?], je odrazem podobných tendencí např. filmová pohádka S čerty nejsou žerty (1984, rež. Hynek Bočan), kde panský správce v podání Viktora Preisse hovoří ke svému knížeti slovy: "Kdyby Vaše Jasnost laskavě uchopila nejjasnější brk a ráčila se co nejjasněji podepsat". V téže pohádce také jeden z čertů hraný Ladislavem Gerendášem oslovuje svého Lucifera, hraného Karlem Heřmánkem jakýmsi nepovedeným onikáním, které má zřejmě představovat obdobu německého doslovného vykání vůči panovníkům (oslovení Euer namísto Ihre) a říká: "Jeho nejtemnější Temnosti, králi tmy, Lucifere XIV....", což je zřejmá narážka na Ludvíka XIV., "krále Slunce" i na predikát Jasnost.